# Ranzières
Ranzières település Franciaországban, Meuse megyében. Lakosainak száma 90 fő (2022. január 1.). Ranzières Ambly-sur-Meuse, Mouilly, Rupt-en-Woëvre, Troyon és Vaux-lès-Palameix községekkel határos.

## Népesség
A település népessége az elmúlt években az alábbi módon változott:
| Lakosok száma | 92   | 70   | 56   | 66   | 74   | 78   | 82   | 86   | 87   | 90   |
|               | 1968 | 1982 | 1990 | 2006 | 2013 | 2015 | 2017 | 2019 | 2020 | 2022 |